# Mladějov v Čechách (nádraží)
Mladějov v Čechách je dopravna D3 (někdejší železniční stanice) v západní části obce Mladějov v okrese Jičín v Královéhradeckém kraji poblíž říčky Žehrovky. Leží na neelektrizované jednokolejné trati Mladá Boleslav – Stará Paka.

## Historie
Stanice vystavěná dle typizovaného stavebního vzoru byla otevřena 24. září 1906 společností Místní dráha Sudoměř - Skalsko - Stará Paka v úseku Sobotky do Staré Paky, navazující na úsek stejného projektu otevřený 26. listopadu 1905 ze Sudoměře a Skalska přes Mladou Boleslav.
Provoz na trati zajišťovaly od zahájení Císařsko-královské státní dráhy, po roce 1918 Československé státní dráhy. K 1. lednu 1925 byla trať zestátněna.

## Popis
Nachází se zde dvě nekrytá úrovňová nástupiště, k příchodu na nástupiště slouží přechod přes koleje.